# نطاطات طويلة القرون
نطاطات طويلة القرون أو القبوطيات أو الجندب الأمريكي أو فصيلة تيتيجونييدي (بالإنجليزية: Tettigoniidae)‏ وتعرف في الإنجليزية الأمريكية "katydids" وفي الإنجليزية البريطانية "bush-crickets"، تحتوي على أكثر من 6400 نوع. تعد فصيلة الجندب الأمريكي جزء من رتيبة Ensifera وهي الفصيلة الوحيدة في فيلق Tettigonioidea. وتعرف أيضا بالجنادب طويلة القرون، على الرغم من أنها أقرب إلى صراصير الليل منها إلى الجنادب.
تمتلك العديد من الجنادب الأمريكية خاصية التمويه، وعادة عن طريق أشكال وألوان مشابهة لأوراق الشجر.